# Antoine Charles de Gramont

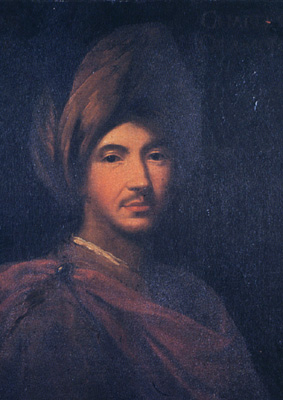
Porträt von Antoine Charles de Gramont, Duc de Gramont, Anonym, vor 1721

Antoine Charles de Gramont, auch Antoine IV. de Gramont (* 1641; † 25. Oktober 1720), war ein französischer Diplomat und Lieutenant-général.
Er war Prince souverain de Bidache, 3. Duc de Gramont, Pair de France, Sire de Lesparre, Comte de Guiche et de Louvigny, Baron d’Andoins et de Hagetmau, Seigneur d’Arthez, d’Arzacq etc.

## Leben
Antoine Charles de Gramont war der zweite Sohn von Antoine III. de Gramont, Souverain de Bidache, Duc de Gramont, Pair de France, Marschall von Frankreich († 1678), und Françoise Marguerite de Chivré († 1689). Seine Schwester Catherine Charlotte de Gramont heiratete 1660 Luigi Grimaldi, Fürst von Monaco.
Unter dem Namen Comte de Louvigny stand er ab 11. Oktober 1665 an der Spitze des Régiment de Louvigny. Er kämpfte 1672 im Holländischen Krieg und 1674 bei der Belagerung von Besançon.
Durch den kinderlosen Tod seines älteren Bruders Armand de Gramont, Comte de Guiche, 1673 wurde er Erbe der Titel und des Besitzes seines Vaters. Das Régiment de Louvigny wurde daraufhin 1674 in Régiment de Guiche umbenannt. Nach dem Tod seines Vaters legte er am 8. Oktober 1678 den Eid als Herzog und Pair ab. Er diente als Gouverneur von Bayonne, Saint-Jean-Pied-de-Port und Pau.
Am 20. Februar 1687 übernahm sein Sohn Antoine V. de Gramont die Leitung des Régiment de Guiche. Am 31. Dezember 1688 wurde Antoine Charles de Gramont zum Ritter im Orden vom Heiligen Geist ernannt. 1689 setzte er die von Vauban begonnenen Befestigungsarbeiten in Bayonne fort. 1695 trat er seine Titel an seinen Sohn Antoine V. de Gramont ab.
1704 wurde er zum außerordentlichen Botschafter beim König von Spanien ernannt, der ihn 1705 in den Orden vom Goldenen Vlies aufnahm (Nr. 638). Er wurde in den Rang eines Vizekönigs von Navarra und Béarn erhoben.

## Ehe und Nachkommen
Antoine Charles de Gramont heiratete am 15. Mai 1668 Marie Charlotte de Castelnau (* 1648; † 29. Januar 1694), Tochter des Marschalls Jacques de Castelnau-Bochetel und der Marie Girard de Lespinay. Ihre Kinder waren:
- Catherine Charlotte de Gramont (* 1669; † 24. Januar 1739); ⚭ (Ehevertrag 16. Dezember 1693) Louis-François de Boufflers, 1. Duc de Boufflers, Pair de France, Marschall von Frankreich († 22. August 1711)
- Antoine V. de Gramont (* 15. November 1671; † 16. September 1725), genannt Duc de Guiche, 1695 4. Duc de Gramont, Pair de France, Prince souverain de Bidache, Sire de Lesparre, Comte de Guiche et de Louvigny, Baron d’Andoins et de Hagetmau, Gouverneur von Navarra und Béarn, Bayonne und Pau, Regentschaftsrat, Marschall von Frankreich; ⚭ 13. März 1687 Marie Christine de Noailles (* 4. August 1672; † 14. Februar 1748), Tochter von Anne-Jules de Noailles, 2. Duc de Noailles, Pair de France, Marschall von Frankreich, und Marie Françoise de Bournonville

Als Witwer heiratete er am 18. April 1704 in zweiter Ehe Anne Baillet de La Cour (* 3. Januar 1665; † 7. März 1737), Tochter von Nicolas Baillet de La Cour, und Jeanne Godefroy. Mit ihr hatte er einen Sohn (* zwischen 18. April und Mai 1704; † vor 1720).